# إيفان لويس (مصارع محترف)
إيفان لويس (بالإنجليزية: Evan Lewis)‏ هو مصارع محترف أمريكي، ولد في 24 مايو 1860 في ريدجواي في الولايات المتحدة، وتوفي في 3 نوفمبر 1919 في دودجفيل في الولايات المتحدة.

## روابط خارجية
- ايفان لويس على موقع CageMatch worker (الإنجليزية)